# Рокси Джезель
Рокси Джезель (англ. Roxy Jezel, род. 5 июня 1982, Лондон), настоящее имя Сулин Таначайсугит — британская порноактриса, лауреатка премии XRCO Award.

## Ранние годы
Дочь отца-англичанина и матери-тайки. Родилась и выросла в восточной части Лондона, известной как Ист-Лондон.
Во время учёбы была настолько прилежной ученицей, что в средней школе получила награду как лучшая ученица. После окончания колледжа поступила в университет и получила степень по философии и этике.
Вскоре после окончания учёбы в университете начала путешествовать по миру, что привело её в Австралию, где начала работать стриптизёршей.

## Карьера в порно
Во время пребывания в Австралии также начала работать в интернете, где и попалась на глаза и привлекла внимание американского охотника за порноталантами, который связался с ней и предложил работу в порноиндустрии. Рокси приняла предложение и вскоре отправилась в Лос-Анджелес.
Дебют в порноиндустрии состоялся в апреле 2003 года для студии Red Light District — девушка снялась в фильме Me Luv U Long Time 4 вместе с Эриком Эверхардом и Лексингтоном Стилом. В 2004 году снялась в первой сцене двойного проникновения в фильме No Cum Dodging Allowed 3 (Red Light District). В том же году получила премию XRCO Award в номинации Orgasmic Oralist. Она продолжала активно работать в большом количестве очень жёстких сцен жанра гонзо до лета 2006 года, исполняя очень экстремальные сексуальные практики, среди которых можно выделить сцены анального секса, благодаря которым прославилась и стала одной из самых известных актрис экстремальной гонзо-порнографии.
В июле 2006 года участвовала во втором сезоне реалити-шоу Jenna’s American Sex Star порноактрисы Дженны Джеймсон, транслируемого на Playboy TV, где несколько порноактрис конкурируют за контракт с ClubJenna, продюсерской компании Дженны Джеймсон. Рокси победила в конкурсе, присоединившись к звездной империи ClubJenna и подписала эксклюзивный контракт со студией.
После подписания эксклюзивного контракта со студией ClubJenna стиль фильмов, в которых работала Рокси, полностью изменился. Экстремальное гонзо осталось позади, и актриса начала сниматься более лёгких фильмах, характерных для студии.
Снялась в качестве приглашённой звезды в одной из серий телесериала «Красавцы» компании HBO.
В феврале 2007 года был выпущен первый фильм Рокси в ClubJenna под названием Rockin' Roxy.
Ушла из индустрии в сентябре 2009 года. По данным на 2020 год, Рокси Джезель снялась в 536 порнофильмах.

## Награды и номинации
- 2004 XRCO Award — Orgasmic Oralist, победа[9]
- 2006 AVN Awards — лучшая исполнительница года, номинация[10]
- 2006 AVN Awards — лучшая сцена стриптиза, за Myne Tease 2, номинация[10]
- 2006 AVN Awards — лучшая сольная сцена, за She Squirts 15, номинация[10]
- 2006 AVN Awards — лучшая исполнительница года, номинация[10]
- 2006 AVN Awards — лучшая лесбийская сцена, видео, за My Ass Is Haunted, номинация (вместе с Катей Кассин)[10]
- 2006 AVN Awards — лучшая сцена иностранного производства, за Rocco Ravishes Ibiza 2, номинация (вместе с Эйнджел Дарк, Рокко Сиффреди и Начо Видалем)[10]
- 2007 AVN Awards — лучшая исполнительница года, номинация
- 2008 AVN Awards — лучшая актриса, за For Love, Money or a Green Card, номинация
- 2008 AVN Awards — лучшая актриса, за Sex & Violins, номинация

## Избранная фильмография
- Share the Load 2[11] (2004)
- No Cum Dodging Allowed 3[12] (2004)
- Rockin' Roxy (2007)
- Sex & Violins
- For Love, Money or a Green Card
- Rocco Ravishes Ibiza 2
- My Ass Is Haunted
- She Squirts 15
- Myne Tease 2